# Pic de Calm Colomer
El Pic de Calm Colomer, o Tosseta de l'Esquella, és una muntanya de 2.867,4 metres d'altitud situada en el límit dels termes municipal de Lles i Meranges, de la Baixa Cerdanya i de Porta, de l'Alta Cerdanya, a la Catalunya del Nord.
Està situat a l'extrem sud-oest de la zona occidental del terme de Porta, al nord-est del de Lles i al nord-oest del de Meranges. És a l'extrem nord-est de la Serra de l'Esquella, a ponent del Pic d'Engorgs.
Aquest cim està inclòs al llistat dels 100 cims de la FEEC
És destí freqüent de moltes de les rutes d'excursionisme del sud del Massís del Carlit.